# リン化チタン(III)
リン化チタン(III)（Titanium(III) phosphide）は、チタンのリン化物である。通常は灰色の粉末で、融点は高く、金属のような伝導性を持つ。一般的な酸や水によって冒されない。これとは対照的に、第1族元素と第2族元素のP3-アニオンを含むリン化物（e.g. リン化ナトリウム）は金属的ではなく、また、容易に加水分解する。リン化チタン(III)は"metal rich phosphide"に分類され、その余分な金属由来の価電子は本来の位置から移動されている。
チタンのリン化物には他に、Ti3P , Ti2P   Ti7P4 , Ti5P3   Ti4P3 がある。

## 合成
リン化チタン(III)は、四塩化チタンとホスフィンとの反応で合成することができる。